# Tryskärs djupet
Tryskärs djupet är en fjärd i Finland. Det ligger i Kimitoöns kommun i landskapet Egentliga Finland, i den södra delen av landet, 150 km väster om huvudstaden Helsingfors.